# Heimatschutzkommando 15
Das Heimatschutzkommando 15 war ein teilaktives Heimatschutzkommando des Heeres der Bundeswehr mit Sitz des Stabes zuletzt in Wuppertal. Der Verband wurde 1970 ausgeplant, 1981 aufgelöst und unterstand dem Befehlshaber im Wehrbereich III.

## Geschichte

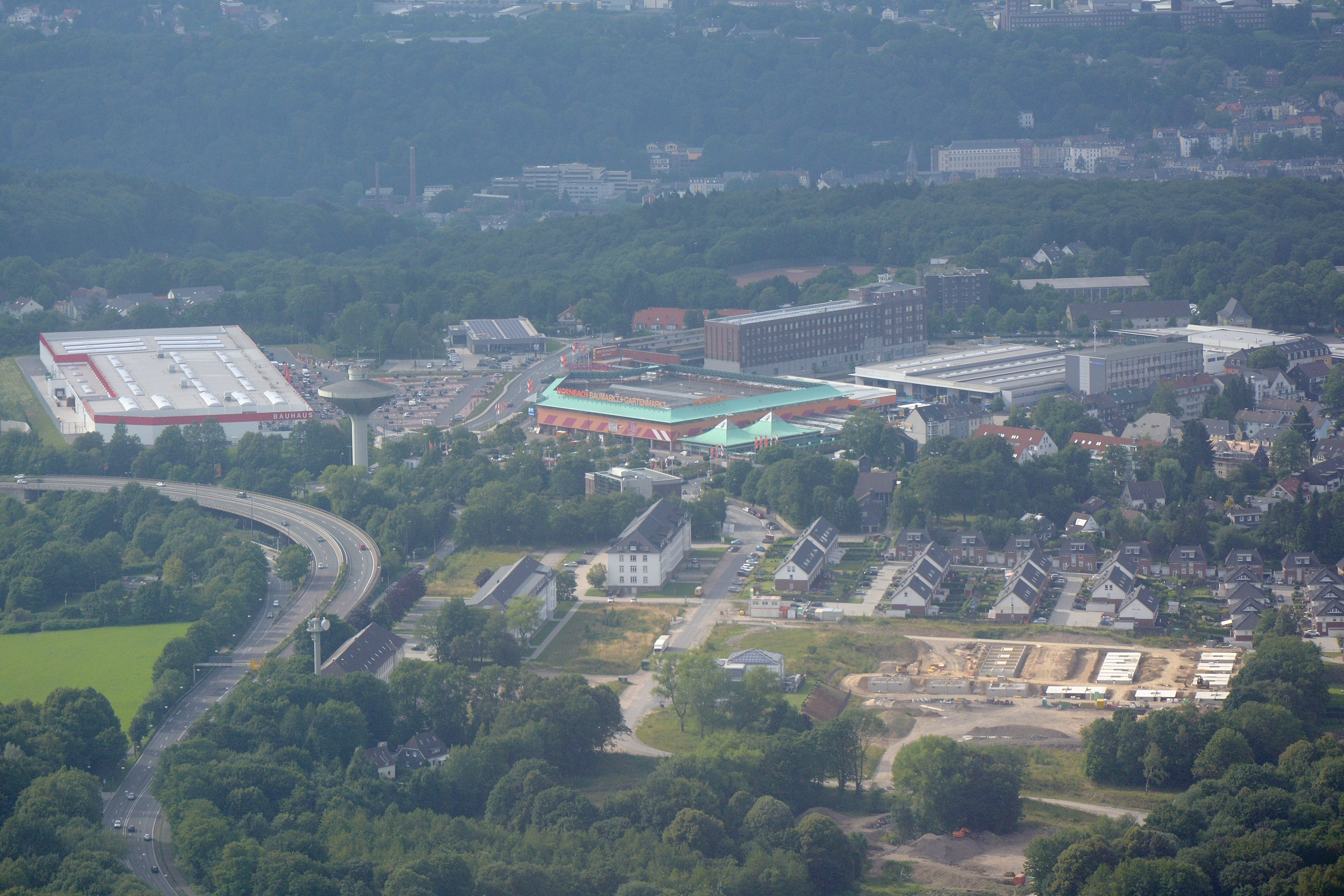
Sitz des Stabes: Die Colmar-Kaserne in Wuppertal-Lichtscheid (Luftbild der Reste der Kaserne im Jahr 2015)

### Aufstellung
Das Heimatschutzkommando wurde zum 1. April 1970 zur Einnahme der Heeresstruktur III als teilaktiver Truppenteil im Wehrbereich III in Unna-Königsborn aufgestellt. Später verlegte der Stab nach Wuppertal.
Das Heimatschutzkommando war eines der sechs teilaktiven Heimatschutzkommandos des Territorialheeres. Nur ein Teil des Heimatschutzkommandos war im Frieden präsent. Im Spannungs- Verteidigungsfall konnte das Heimatschutzkommando  durch einberufene Reservisten deutlich aufwachsen. Einige der unterstellten Bataillone und Kompanien waren dazu als nicht aktive Geräteeinheiten ausgeplant, die erst im Verteidigungsfall mobil gemacht worden wären. Dazu war deren Wehrmaterial im Frieden in Depots eingelagert oder musste als materiale Mob-Ergänzung aus zivilen Beständen eingezogen werden.
Aufgabe der Heimatschutzkommandos, die den Kern der Heimatschutztruppe des Territorialheeres bildeten, war unter anderem die Verteidigung des rückwärtigen Heeresgebietes, insbesondere die Sicherung wichtiger Infrastruktur wie Marschrouten, Häfen, Verkehrsknotenpunkte und Fernmeldeeinrichtungen. Im rückwärtigen Raum musste mit Luftlandetruppen, seegelandetem, durchgesickertem oder durchgebrochenem Feind gerechnet werden. Im Kern ähnelte das Heimatschutzkommando einer Jägerbrigade. Mobilität und Feuerkraft blieben durch den Mangel an geschützten Fahrzeugen, Artilleriesystemen und selbständigen Kompanien der Kampfunterstützungs- sowie Führungstruppen aber deutlich hinter den Brigaden des Feldheeres zurück, so dass das Heimatschutzkommando nur zeitlich und örtlich eng begrenzt Kampfaufträge hätte durchführen können und zum Gefecht der verbundenen Waffen nur bedingt befähigt war.
Im Frieden bildeten die unterstellten Ausbildungszentren Soldaten der Heimatschutztruppe aus.

### Auflösung
Zur Einnahme der Heeresstruktur IV wurde das Heimatschutzkommando zum 31. März 1981 außer Dienst gestellt. Personal und Material des außer Dienst gestellten Heimatschutzkommandos wurden zur Aufstellung der teilaktiven Heimatschutzbrigade 53 verwendet.

## Gliederung
Das Heimatschutzkommando gliederte sich in:
- Stab und Stabskompanie (Unna-Königsborn, später Wuppertal) (gekadert)
  - Jägerregiment 44
    - Jägerbataillon 441 (Ahlen) (aktiv)
    - Jägerbataillon 442 (Geräteeinheit)
    - 1 Mörserkompanie (Geräteeinheit)
    - 2 Panzerjägerkompanien (Geräteeinheiten)

  - Jägerregiment 45
    - Jägerbataillon 451 (Unna) (aktiv)
    - Jägerbataillon 452 (Geräteeinheit)
    - 1 Mörserkompanie (Geräteeinheit)
    - 2 Panzerjägerkompanien (Geräteeinheiten)

  - 1 leichtes Pionierbataillon (Geräteeinheit)
  - 1 Versorgungsbataillon (Geräteeinheit)
  - 1 Feldersatzbataillon (Geräteeinheit)
  - 3 Ausbildungszentren

## Verbandsabzeichen

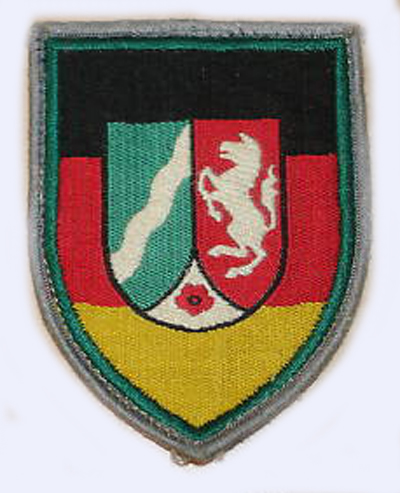
Gewebte Version des Verbandsabzeichens

Das Heimatschutzkommando führte ein Verbandsabzeichen mit folgender Blasonierung:
„Grün bordiert, geteilt zu Blau, Silber, Rot das silberne holsteinische Nesselblatt; diesem aufgelegt ein goldener Schild; darin zwei blaue, nach innen gewandte, rot bewehrte, schreitende Löwen.“
„Grün bordiert, geteilt zu Schwarz, Rot, Gold ein Schild gespalten von Grün und Rot, vorne ein linksschräger silberner Wellenbalken, hinten ein aufgerichtetes silbernes Ross, im Schildfuß eine eingeschweifte silberne Spitze, darin eine rote Rose mit goldenen Butze und goldenen Kelchblättern.“
Das Verbandsabzeichen stellte die Verbindung zum Stationierungsraum her. Der aufgelegte Schild entsprach dem Wappen Nordrhein-Westfalens: Der Wellenbalken repräsentierte das Rheinland. Das Westfalenpferd stand für Westfalen. Die Lippische Rose stand für den dritten Landesteil Lippe. Die Teilung des Hauptschildes entsprach der Flagge Deutschlands. Viele Schilde der Verbandsabzeichen der Dienststellen im Territorialheer zeigten den schwarz-rot-goldenen Schild, der an die rein nationale Führung dieser Dienststellen außerhalb der NATO-Kommandostruktur erinnerte. Der grüne Bord war typisch für alle Heimatschutzkommandos in der Heeresstruktur III. Grün war die Waffenfarbe der Jägertruppe, denn die meisten Heimatschutzkommandos ähnelten im Kern Jägerbrigaden.
Das Verbandsabzeichen wurde vom „Nachfolgeverband“ Heimatschutzbrigade 53 fortgeführt. Das Ross fand sich ebenfalls im Verbandsabzeichen der 7. Panzerdivision und ähnlich bei der 1.- und 3. Panzerdivision.

## Kommandeure
Das Heimatschutzkommando wurde durch folgende Stabsoffiziere kommandiert:
- Oberst Rudolf Neubert (1. April 1970 – 30. September 1972)
- Oberst Hans Volkmar Runge (1. Oktober 1972 – 31. März 1977)
- Oberst Günther Wohlgemuth (1. April 1977 – 30. September 1979)
- Brigadegeneral Alfred Kendziora (1. Oktober 1979 – 31. März 1981)